# Chiesa di Santa Maria in Posterula

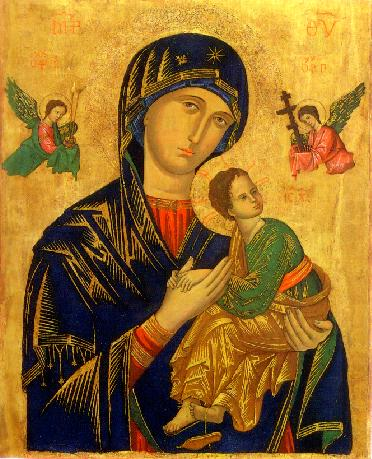
Icona di scuola Cretese della Madre del Perpetuo Soccorso, già nella chiesa di Santa Maria in Posterula, ora presso la chiesa di Sant'Alfonso all'Esquilino a Roma

La chiesa di Santa Maria in Posterula è una chiesa scomparsa di Roma, nel rione Ponte. Si trovava sulla strada dell'Orso, in corrispondenza dell'odierna piazza di ponte Umberto I. Fu demolita verso la fine del XIX secolo per la costruzione dei lungotevere Tor di Nona e Marzio.

## Storia e descrizione
La chiesa era di origini antiche. Secondo Armellini, è menzionata in occasione di una piena del Tevere nel Liber pontificalis nella biografia di papa Niccolò I (858-867), con il nome di Sant'Agata. Nel catalogo di Cencio Camerario (fine XII secolo) è ricordata al nº 222 con il nome di sancte Marie in Pusterulis. Con questo nome è ricordata in due bolle pontificie del 1205 e del 1222. Le posterule erano quattro porte che si aprivano nelle mura che costeggiavano il Tevere e chiudevano la città da porta Flaminia a ponte Sant'Angelo: la nostra chiesa si trovava vicino alla porta Dimizia. Successivamente la chiesa è nominata dalle fonti come Santa Maria ad flumen e, dal XVI secolo, come Santa Maria dell'Orso, in riferimento alla strada su cui affacciava l'edificio.
La chiesa era sede di una parrocchia, conosciuta come Santa Maria in Posterula o Santa Maria dell'Orso. Nel 1569 divenne filiale del fonte battesimale di San Lorenzo in Lucina, il che significava che non aveva un battistero proprio, ma faceva riferimento a San Lorenzo. Nel 1594 acquisì secondo alcune fonti i territori della soppressa parrocchia di San Biagio della Tinta. Fu a sua volta soppressa con la riforma di papa Leone XII nel 1824.
Nei pressi della chiesa si trovavano un noto albergo romano, l'albergo dell'Orso, ed un deposito medievale di granaglie chiamato Turris annonae, popolarmente deformato in Tor di nona, che fu poi trasformato in carcere.
Annesso alla chiesa vi era un palazzo già del cardinale Ammannati, passato in seguito al cardinale Sclafenati, vescovo di Parma, alla famiglia Caetani e nel XVII secolo ai monaci Celestini, che vi aprirono nel 1626 un collegio per l'insegnamento della teologia. Questi avevano anche l'incarico della chiesa e la cura della parrocchia. L'abate generale dei Celestini, Vincenzo Spinelli, così descrive la chiesa in una relazione del 1662:
(Armellini, op. cit.)
Nella chiesa si venerava un'immagine della Madonna delle Grazie ritenuta miracolosa, inizialmente collocata nella chiesa di San Biagio della Tinta e poi trasferita in Santa Maria in Posterula alla fine del XVI secolo; essa fu solennemente incoronata dal capitolo di San Pietro nel 1653.
Nel 1819, chiesa e monastero annesso furono concessi agli Agostiniani irlandesi. Essi vi trasferirono, dalla loro precedente residenza di San Matteo sulla via Merulana, un'altra venerata icona del XIV secolo dedicata alla Madonna del Perpetuo Soccorso, che nel 1866 fu trasferita nella chiesa di Sant'Alfonso all'Esquilino. Quando la chiesa fu demolita alcune delle sue opere, tra cui l'immagine della Madonna delle Grazie, sono state trasferite nella nuova chiesa nazionale degli Irlandesi, San Patrizio a Villa Ludovisi.